# Nạn đói ở Kazakhstan 1932–33

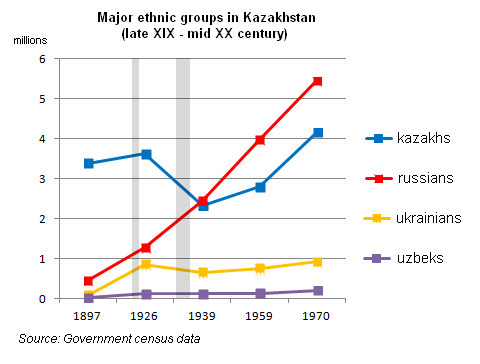
Các dân tộc chính ở Kazakhstan 1897–1970. Số người Kazakh và Ukraina giảm từ năm 1932-1933 do nạn đói.

Nạn đói ở Kazakhstan năm 1932 đến năm 1933 còn được gọi là diệt chủng Goloshchekin (tiếng Kazakh: Goloshekındik genotsıd) hay thảm họa Kazakhstan, là một nạn đói khiến 1,5 triệu (có thể lên tới 2.0 - 2,3 triệu) người chết ở Cộng hòa Xô viết Tự trị Kazakhstan, trong đó 1,3 triệu người thuộc dân tộc Kazakhs; 38% người Kazakh đã chết, chiếm tỷ lệ tử vong cao nhất trong các nhóm dân tộc chết trong nạn đói ở Liên Xô vào đầu những năm 1930.
Đây là khu vực bị ảnh hưởng nghiêm trọng nhất trong tất cả các vùng bị ảnh hưởng bởi nạn đói, theo tỷ lệ phần trăm, mặc dù có nhiều người chết hơn trong nạn đói ở Ukraine diễn ra một năm sau đó. Nạn đói ở Kazakhstan trong giai đoạn 1919–1922, trong vòng 10–15 năm đã làm mất đi hơn một nửa dân số do các hành động của chính quyền Xô viết. Một số sử gia cho rằng khoảng 42% dân số Kazakh đã chết trong nạn đói. Hai cuộc tổng điều tra của Liên Xô cho thấy số người ở Kazakhstan đã giảm từ 3.637.612 vào năm 1926 xuống còn 2.181.520 vào năm 1937.
Nạn đói đã làm cho số người Kazakh trở thành một dân tộc thiểu số trong Cộng hòa Xô viết Tự trị Kazakhstan, và mãi cho đến thập niên 1990 thì người Kazakh mới trở thành nhóm dân tộc lớn nhất ở Kazakhstan. Trước nạn đói này, khoảng 60% dân số của chính thể cộng hòa là người Kazakh, nhưng sau nạn đói, chỉ có khoảng 38% dân số là người Kazakh.
Một số nhà sử học và học giả cho rằng nạn đói này đã gây ra sự diệt chủng người Kazakh.